# لويس ألفا كاسترو
لويس كاسترو الفا (بالإسبانية: Luis Alva Castro)‏ (17 فبراير 1942 في تروخيلو، بيرو - ) سياسي، واقتصادي من بيرو.

## الجوائز
- وسام الصليب الأعظم البيروفي لرهبانية الشمس